# Rebelión Mandor
La rebelión Mandor (en chino: 工頭 叛亂) entre 1884 y 1885, también conocida como la Tercera Guerra de Kongsi, fue un levantamiento de chinos étnicos, ayudados por los Dayaks, contra el gobierno de las Indias Orientales Neerlandesas.
Esta era la visión holandesa de los acontecimientos, pero los insurgentes parecen haber visto las cosas de manera diferente, evidentemente considerándose a sí mismos como los últimos defensores de la abrumadoramente china República Lanfang, una federación kongsi que había existido en la zona desde finales del siglo XVIII, defendiéndola de la invasión holandesa que puso fin final a su existencia en 1884-85.

## Trasfondo
En el oeste de Borneo, los chinos establecieron su primer asentamiento minero importante en 1760 y expulsaron a los colonos holandeses y los príncipes locales malayos, estableciendo un estado propio, la República Lanfang. La República Lanfang era una de las tres federaciones kongsi más grandes que controlaba el territorio en el oeste de Borneo. En 1819 entraron en conflicto con el nuevo gobierno holandés y fueron vistos como "incompatibles" con sus objetivos, pero indispensables para el desarrollo de la región. Por lo tanto, hubo una larga historia de conflicto anterior al estallido de 1884-1885.
La mayoría de las federaciones kongsi fueron desmanteladas por los holandeses después de las Guerras Kongsi. La República Lanfang fue una de las últimas federaciones kongsi en sobrevivir porque negociaron un acuerdo con los holandeses que les permitió mantenerse autónomos. Lanfang aún podía seleccionar sus propios gobernantes, pero los holandeses tenían derecho a aprobar a los líderes de la federación. A mediados del siglo XIX, los holandeses intentaron limitar la autoridad de la República Lanfang.

## Inicio de la revuelta
En un repentino estallido de rebelión entre los chinos en Mandor el 23 de octubre de 1884, el controlador De Rijk y 4 o 5 de sus asesores fueron asesinados en su casa o cerca de ella. La revuelta se extendió rápidamente porque los Dayaks ayudaron a los chinos y así surgieron grupos armados que atacaron repetidamente a las patrullas holandesas. Las autoridades neerlandesas los definieron como "pandillas" y, por su método de operación, también podían denominarse bandas guerrilleras. 

## Otros eventos
Los registros coloniales holandeses proporcionan detalles de varios incidentes y de los soldados asesinados en ellos, definidos, como era el uso común en ese momento, como "europeos" o "nativos". Los registros proporcionan poca información sobre la motivación y los agravios de los asegurados chinos y Dayak y dan por hecho que tuvieron que ser combatidos y reprimidos.
Los siguientes incidentes se marcaron en registros holandeses:
- El 24 de diciembre de 1884, una patrulla estaba viajando a través de Landak, en busca del jefe Dayak, Goenang Pa, quien supuestamente estaba escondiendo a dos prominentes insurgentes chinos. Sin embargo, en Kpg. La patrulla sebadoe fue repentinamente atacada por los insurgentes chinos y Dayak que disparaban desde atrincheramientos. Los holandeses tuvieron que retirarse, dejando al malherido fusilero europeo van den Berg (n. ° 16923) en manos de sus enemigos.

- El 3 de enero de 1885, una patrulla de reconocimiento fue atacada cerca de Mamie y tuvo que retirarse. Durante este ataque, el capitán de infantería A.J. Tengbergen resultó herido. El 6 de enero cerca de Theo Toe Kong, una patrulla de 30 hombres dirigidos por el primer teniente L.T.H. Cranen se encontró con la misma "pandilla". Durante este encuentro, el sargento europeo A.H. Schwartz (n. ° 12698) fue asesinado y el comandante de la patrulla y tres europeos resultaron heridos. Después de que las patrullas holandesas habían sido derrotadas con grandes pérdidas varias veces, los chinos se volvieron más imprudentes y atacaron repetidamente los transportes de suministros entre Ko Phiang y Mandor.

- Un transporte el 20 de enero de 1885 sufrió dos muertos, a saber, el fusilero europeo Schoonheere (n. ° 4923) y el fusilero nativo Bangoeloeng (n. ° 9606). así como tres heridos. Durante un convoy el 24 de enero de 1885, el fusilero europeo Ramel (n. ° 9606) fue asesinado. El 25 de enero, el convoy fue nuevamente atacado. Durante este ataque, el cabo europeo De Bruyn (n. ° 14788), el fusilero europeo Segalas (n. ° 1157) y el fusilero nativo Batong (n. ° 9152) fueron asesinados. El fusilero nativo Inan (n. ° 13915) resultó gravemente herido y murió más tarde; el primer teniente E. van Dijk murió durante este transporte debido a un golpe de calor. Durante un ataque en el Steamer Emanuel que viajaba de Pontianak a Mentidoeng, el Fusilero Simoel (N ° 13.976) resultó herido. Cayó al río Mempawah y se ahogó. A F. van Braam Morris, el controlador del distrito de Mempawah, y un destacamento de soldados, se les unieron algunos Dayaks. Intentaron reconquistar un puesto avanzado en Mentidoeng que había sido abandonado el 27 de enero y ahora estaba en poder de los chinos. El intento falló y el controlador van Braam Morris fue asesinado. El fusilero europeo Zuurveen (número 5994) resultó gravemente herido y murió el 7 de febrero. El fusilero nativo Sajat también resultó herido.

- El 3 de febrero de 1885 se realizó una inspección desde Mandor a Theo Toe Kong por una columna con 100 bayonetas y dos morteros. A un cuarto de hora de viaje desde Theo Toe Kong, el grupo fue fuertemente atacado desde una fortaleza en el bosque. El fusilero nativo May (No. 90561) fue gravemente herido y luego murió.